# Fenoprofen
Fenoprofenul este un antiinflamator nesteroidian din clasa derivaților de acid propionic, utilizat ca antiinflamator și  analgezic. Printre principalele indicații se numără: tratamentul simptomatic al durerii din artrita reumatoidă, osteoartrită și al durerilor de intensitate moderată. Calea de administrare disponibilă este cea orală.